# 全分泌

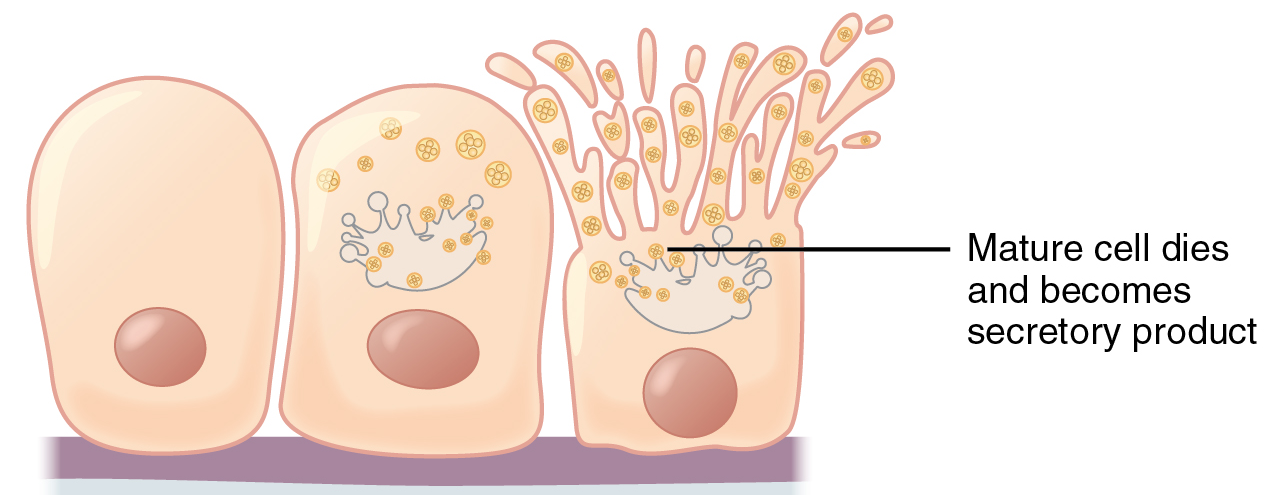
ホロクリン分泌

全分泌（ぜんぶんぴ、ぜんぶんぴつ、英語: holocrine）とは、組織学において外分泌腺の分泌様式の1つである。ホロクリン、ホロクラインとも呼ばれる。ホロクリン分泌物は腺細胞の細胞質で産生され、細胞膜の破裂によって細胞が破壊され、結果として内腔へ産物が分泌される。 
ホロクリン分泌は（細胞自体ではなく細胞を生んだ宿主に対して）最も有害な分泌型である。メロクリン分泌は最も害の少ない分泌であり、アポクリン分泌はその中間の分泌様式である。 
ホロクリン腺には、皮膚の皮脂腺やまぶたのマイボーム腺が含まれる。例えば皮脂腺では、分泌産物（皮脂）が死細胞の残骸とともに放出される。